# Battambang
Battambang (Khmer: បាត់ដំបង) is de derde stad van Cambodja qua inwonertal en de hoofdstad van de gelijknamige provincie Battambang. De stad telde 116.793 inwoners bij de volkstelling van 1998.
Nabij de stad ligt een niet-permanente basis van de Koninklijke Cambodjaanse luchtmacht.